# Цистозейра
Цистозе́йра, или цистози́ра (лат. Cystoseira), — род бурых водорослей порядка Фукусовые (Fucales). В настоящее время насчитывают 37 таксонов видового и инфравидового уровня. В России встречаются два, наиболее распространенный вид — цистозейра бородатая (Cystoseira barbata).

## Распространение
Представители рода растут на каменистых и каменисто-ракушечных грунтах в сублиторали Черного и Азовского морей на глубине 0,5—20 м. Светолюбивы.

## Описание
Представители рода — многолетние организмы.
Слоевище в виде крупных кустов размером от 30 до 150 см, прикрепляющихся подошвой.
Стволик покрыт радиально расположенными длинными многократно разветвлёнными ветвями. Отдельные растения в зарослях плотно прилегают друг к другу и имеют как бы одно общее основание. Стволик небольшой, цилиндрический, с гладкой или неровной поверхностью. Основные ветви отходят со всех сторон стволика поочередно или почти беспорядочно и прослеживаются в значительной части слоевища. Вторичные веточки многократно разветвленные, цилиндрические, короче, чем основные, часто собраны метелками вблизи их вершин.
Воздушные пузыри развиваются на боковых веточках, особенно обильно вблизи вершины, и располагаются в виде чёток или по одному. Имеются многочисленные криптостомы.
Рецептакулы мелкие, 0,2—1 см длиной, цилиндрические, располагаются на концах ветвей, развиваются зимой и отчасти летом. Боковые веточки, несущие рецептакулы, ежегодно отмирают.

## Хозяйственное значение
Богата альгиновой кислотой.